# Farvel (film fra 2005)
 For alternative betydninger, se Farvel. (Se også artikler, som begynder med Farvel)
Farvel er en dansk kortfilm fra 2005 instrueret af Rasmus Høgdall Mølgaard.

## Handling
Mogens skal dø. Familien har været der og sagt deres farvel, kun hans barnebarn Jacob mangler. Men intet tyder på, at han når at komme, inden Mogens slipper livet.